# FC Rennertshofen
Der FC Rennertshofen e. V. ist ein deutscher Fußballverein mit Sitz im Markt Rennertshofen im bayerischen Landkreis Neuburg-Schrobenhausen. Überregionale Bekanntheit erlangte die Frauen-Mannschaft mit ihrer Teilnahme am DFB-Pokal in der Saison 1997/98.

## Geschichte
Der Verein wurde im Jahr 1946 gegründet. Die erste Frauen-Mannschaft schaffte in der Saison 1997/98 die Teilnahme am DFB-Pokal, dort scheiterte die Mannschaft nach einem Freilos in der ersten Runde, im zweiten Spiel an der SG Praunheim mit 0:7. Wie lange danach diese Mannschaft noch existierte, ist nicht bekannt, in der Saison 2004/05 existierte im Verein nur noch eine Herren-Mannschaft, welche zu dieser Zeit in der Kreisklasse Neuburg spielte.
Nach der Saison 2008/09 stieg diese mit 26 Punkten als Vorletzter in die A-Klasse Augsburg ab. Dort erlangte man mit 80 Punkten jedoch sofort wieder die Meisterschaft und kehrte in die Kreisklasse zurück. Am Ende der durch die COVID-19-Pandemie vorzeitig beendete Saison 2019/20 wurde durch die Quotientenregel der FC mit 2,25 Punkten als Meister gekürt. Damit durfte die Mannschaft in die Kreisliga Augsburg aufsteigen. Hier spielt die Mannschaft seit der Saison 2021/22.